# 2008年夏季奥林匹克运动会中国手球队
2008年夏季奥林匹克运动会中国手球队是2008年8月在北京奥运会上参加手球比赛的中国男女队员。

## 男子手球
中國男子手球隊是首次晉身奧運決賽周，中國在這屆奧運中在A組與法國和巴西等同組，會進行5場的單循環對賽。
球員名單為：闫亮、郝可鑫、王晓龙、周小坚、崔亮、李和鑫、苗青、田剑侠、叶强、王泷、张星、張骥、祝捷、朱闻欣、崔磊；教練團中有姜在源、王心东及王遐，管理分別為王建国與金振宇，医生是宋扬。
| 2008年8月10日 19:00 |

| 波蘭 | – | 中國 |
| ---- | - | ---- |
|      |   |      |

| 北京奥体中心体育馆 |

| 2008年8月12日 14:00 |

| 中國 | – | 法國 |
| ---- | - | ---- |
|      |   |      |

| 北京奥体中心体育馆 |

| 2008年8月14日 15:45 |

| 中國 | – | 西班牙 |
| ---- | - | ------ |
|      |   |        |

| 北京奥体中心体育馆 |

| 2008年8月16日 9:00 |

| 巴西 | – | 中國 |
| ---- | - | ---- |
|      |   |      |

| 北京奥体中心体育馆 |

| 2008年8月18日 15:45 |

|  | – | 中國 |
|  | - | ---- |
|  |   |      |

| 北京奥体中心体育馆 |

## 女子手球
女子手球隊繼2004年雅典奧運後再度晉身奧運決賽周。
成員名單為：吴亚楠、李薇薇、张耿、王莎莎、吴雯绢、刘晓妹、李兵、王旻、黄冬杰、刘赟、孙来苗、刘桂妮、黄红、闫美珠、韦秋香；闫威名、曹久利、杜江涛為隊中教練，而管理是王建国、金振宇，医生也是宋扬。
| 2008年8月9日 19:00 |

| 挪威 | – | 中國 |
| ---- | - | ---- |
|      |   |      |

| 北京奥体中心体育馆 |

| 2008年8月11日 19:00 |

| 中國 | – | 羅馬尼亞 |
| ---- | - | -------- |
|      |   |          |

| 北京奥体中心体育馆 |

| 2008年8月13日 15:45 |

| 中國 | – | 安哥拉 |
| ---- | - | ------ |
|      |   |        |

| 北京奥体中心体育馆 |

| 2008年8月15日 9:00 |

|  | – | 中國 |
|  | - | ---- |
|  |   |      |

| 北京奥体中心体育馆 |

| 2008年8月17日 15:45 |

| 法國 | – | 中國 |
| ---- | - | ---- |
|      |   |      |

| 北京奥体中心体育馆 |